# تی‌سی‌جی بایراکتار (ال-۴۰۲)
تی‌سی‌جی بایراکتار (ال-۴۰۲) (به انگلیسی: TCG Bayraktar (L-402)) یک کشتی است که طول آن ۱۳۸٫۷۵ متر (۴۵۵٫۲ فوت) می‌باشد. این کشتی در سال ۲۰۱۵ ساخته شد.